# Брумен, Матьяж
Матьяж Брумен (словен. Matjaž Brumen; род. 23 декабря 1982, Любляна) — словенский гандболист, выступавший на позиции правого крайнего, правого полусреднего.

## Карьера

### Клубная
Начинал гандбольную карьеру в Любляне в составе команды «Пруле 67», с которой дебютировал в Первой Словенской лиге. В её составе стал чемпионом Словении и обладателем Кубка Словении в 2002 году после двух вторых мест в чемпионате страны. В 2003 году после банкротства клуба перебрался в «Целе» со своим другом Юре Натеком, в составе которого с 2004 по 2007 годы выигрывал чемпионат Словении, а также выиграл три Кубка Словении (2004, 2006 и 2007) и Лигу чемпионов ЕГФ 2003/2004. С 2007 года выступал за «Копер», в составе которого выиграл чемпионат Словении в 2011 году и три Кубка Словении (2008, 2009 и 2011). В 2013 году перешёл в македонский «Вардар» и выиграл с ним чемпионат Македонии через год.

### В сборной
В сборной сыграл 131 игру и забил 358 голов. Участник Олимпийских игр 2004 года (11-е место).